# José Calvário
José Calvário (Oporto, 1951 - Oeiras, 17 de junio de 2009) fue un compositor portugués.

## Biografía
Realizó estudios musicales tocando el piano desde los cinco años de edad. Hizo su primer recital con la Orquesta Sinfónica de Oporto en 1961 con tan sólo diez años, era un niño prodigio de la música. Emigró a Suiza para estudiar la carrera de Economía, pero allí también hizo una orquesta de jazz para después formar una banda pop. Vuelve a Portugal en 1971 para trabajar en Lisboa como arreglista y productor musical. Desde entonces todo fueron éxitos. Participó activamente como otros músicos y cantantes de su tiempo en la Revolución de los Claveles del 25 de abril de 1974 que acabó con la dictadura salazarista. Su último trabajo estaba dedicado a Strauss y lo grabó en 1999. 
Calvário tenía un fructífera carrera musical en Portugal, muy conocido por sus participaciones en el Festival de la Canción de Eurovisión como director de orquesta y compositor de temas de tanta calidad como A festa da vida que interpretó Carlos Mendes en 1972 en Edimburgo, E depois do adeus de Paulo de Carvalho en Brighton en 1974 o Voltarei de Dora en Dublín en 1988. Pero también dirigió la orquesta con Os Amigos en 1977 y con Adelaide Ferreira en 1985.
En noviembre de 2008 tuvo un infarto  que le dejó en estado vegetativo hasta su muerte, en 2009. Grandes eurovisivos y músicos portugueses como Carlos do Carmo o Fernando Tordo han destacado su labor como arreglista durante tantos años, así como el mismo presidente de la República portuguesa. A su fallecimiento dejó viuda a Josefa Calvário y dos hijos, uno de ellos todavía menor, y una hija de su primer matrimonio.